# Piotr Ilici Ceaikovski

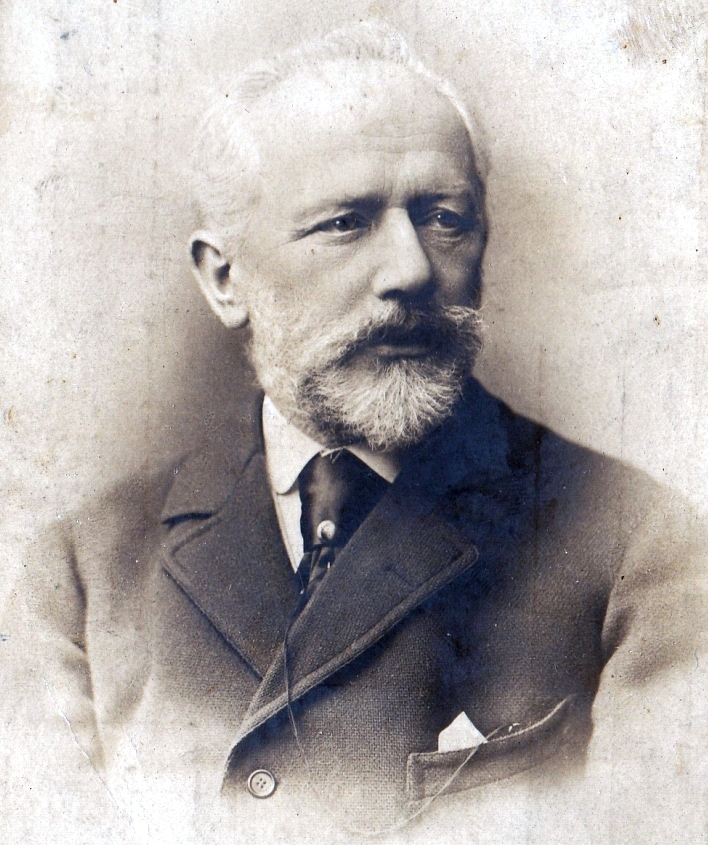
Piotr Ilici Ceaikovski

Piotr Ilici Ceaikovski (în rusă Пётр Ильи́ч Чайко́вский,  n. 25 aprilie/7 mai 1840, Votkinski zavod, Imperiul Rus – d. 25 octombrie/6 noiembrie 1893, Sankt Petersburg, Imperiul Rus) a fost un compozitor rus romantic (din perioada romantismului). A compus simfonii, concerte, opere, balete și muzică de cameră. Unele dintre acestea fac parte din repertoriul clasic al multor concerte și teatre muzicale.

## Biografie
Născut într-o familie burgheză, Piotr era cel de-al doilea fiu. Tatăl său, inginer de mine, și mama sa, de origine franceză, se hotărâseră să-l îndrume pe tânărul Piotr să urmeze studii de drept. Cu toate acestea, de la vârsta de 5 ani, el a început să studieze pianul. În anul 1854 a murit mama sa, fapt ce i-a pricinuit o adâncă tristețe.
A urmat colegiul de jurisprudență, a luat diploma în drept și s-a angajat ca secretar la Ministerul Justiției. În același timp, se ocupa de muzică, în calitate de amator. Munca sa la minister nu-i stârnea niciun interes, motiv pentru care i-a scris surorii sale „au făcut din mine un funcționar, și încă unul prost“. În fine, în 1863, împotriva hotărârii familiei, părăsește slujba de la minister și începe să studieze muzica cu Anton Rubinstein.
În 1866, după ce a terminat studiile de muzică, Nikolai Rubinstein, fratele lui Anton, i-a oferit postul de profesor de teorie muzicală la proaspăt înființatul Conservator din Moscova, post pe care l-a ocupat până în 1878. În această perioadă a compus Simfonia nr.1 în sol minor, op. 13 („Vise de iarnă”). S-a împrietenit cu mai mulți membri din Grupul celor cinci compozitori ruși, astfel că-i dedică uvertura fanteziei "Romeo și Julieta" fondatorului grupului, Mili Balakirev.
În vara anului 1872 compune Simfonia a 2-a, în do minor (numită și „Mica Simfonie Rusă”, „Mica Rusie” sau „Ucraina”) op.17, pe teme ucrainiene și rusești, iar în iarna anului 1874 dă prima reprezentație cu un concert de pian. În vara anului 1875 compune Simfonia a 3-a.
În anul 1876 începe comunicarea epistolară cu Nadejda von Meck, o mare admiratoare a sa, care timp de 13 ani îi va furniza o pensie alimentară de 6.000 de ruble pe an, fapt care i-a îmbunătățit simțitor situația materială, chiar dacă nu a întâlnit-o niciodată și relațiile lor rămâneau „strict epistolare”. Simfonia a 4-a, în fa minor, op. 36, compusă în 1877, îi este dedicată doamnei von Meck.
În luna iulie a anului 1877, Ceaikovski va trăi unul din episoadele cele mai nefericite ale vieții sale. Pentru a pune capăt speculațiilor privind homosexualitatea sa, se căsătorește cu Antonia Milioukova, o fostă elevă a sa, care nutrea o reală pasiune pentru el. Căsătoria a fost un eșec deplin. Nemaiputând să suporte prezența soției sale, Ceaikovski încearcă să se sinucidă, prin încercarea de a se îmbolnăvi de pneumonie. La scurt timp după aceea, se desparte de Antonia.

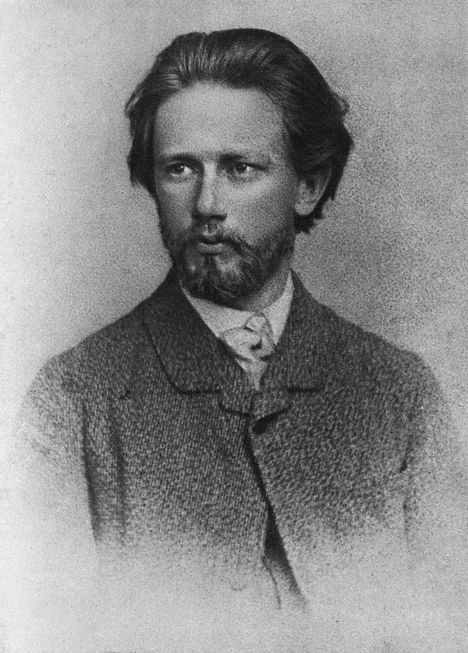
Ceaikovski în 1874

Compune primul său balet, în 4 acte, Lacul lebedelor (libretul de V. Beghicev și V. Geltzer). Premiera a avut loc la Sankt Petersburg, la „Teatrul Mariinski”, pe 15 ianuarie 1895, dar a fost un eșec, din cauza unei nepotrivite puneri în scenă. Abia peste 30 de ani a fost definitivată trama baletului. Compune și o operă, Evgheni Oneghin, libretul fiind extras dintr-un roman de Alexandr Pușkin.
Spre 1880, reputația lui Ceaikovski crește considerabil în Rusia, numele său începând să fie cunoscut și în străinătate, în urma unor călătorii întreprinse în acel an. Cu această ocazie se întâlnește cu marii compozitori ai vremii Johannes Brahms și Antonín Dvořák.
Perioada petrecută în Italia i-a inspirat mai multe piese muzicale, între care și Capriccio italian op.45. Tot în 1880 a compus și Serenada pentru orchestră de coarde, op.48 și Uvertura solemnă „Anul 1812” op.49.
Un an mai târziu, moare marele său prieten Nikolai Rubinstein. Puternic afectat, Ceaikovski compune minunatul Trio pentru pian „În amintirea unui mare artist”, dedicată defunctului său prieten.
În 1885 compune Simfonia „Manfred” op.58, după Byron. Urmează în anul 1888, Simfonia a 5-a în mi minor op.64, apoi, în 1889, al doilea balet al său, Frumoasa din pădurea adormită, un balet-feerie în trei acte, cu prolog pe libret de I. Vsevolojski și Marius Petipa, după povestea lui Charles Perrault, în coregrafia lui Marius Petipa. Premiera a avut loc pe 3 ianuarie 1890 la „Teatrul Mariinski” din Sankt-Petersburg și a fost un adevărat triumf.
În 1890, a compus o operă în trei acte, cu șapte tablouri, pe un libret inspirat de o nuvelă de Alexandr Pușkin: Dama de pică.
În anul 1890, Nadejda von Meck întrerupe finanțarea lui Ceaikovski. Motivul oficial constă în „probleme financiare”. Se pare însă că adevăratul motiv consta în faptul că a aflat de homosexualitatea compozitorului, moment în care, profund șocată, a întrerupt brusc corespondența cu el. Se mai spune că ea avea în plan să o mărite pe una din fiicele sale cu Ceaikovski, proiect incompatibil cu tendințele sexuale ale acestuia.
Acest episod a fost o grea lovitură pentru Ceaikovski. În 1891, a întreprins o călătorie în Statele Unite ale Americii. Acolo își dirijează lucrările cu ocazia inaugurării sălii de concerte Carnegie Hall, și are un succes remarcabil.
În anul 1892 termină al treilea balet al său, în două acte, Spărgătorul de nuci, după basmul „Spărgătorul de nuci și regele șoarecilor” de E. T. A. Hoffmann care, în mod surprinzător, nu are succesul scontat. Abia peste câteva decenii obține succesul pe care îl merită, fiind în prezent unul din baletele cele mai frecvent reprezentate și apreciate de public.
Pe data de 6 noiembrie 1893, la nouă zile după ce a terminat Simfonia a 6-a în si minor Patetica op.74, Ceaikovski moare de holeră pentru că a băut apă nesterilizată din râul Neva. Acesta este motivul oficial. Unii cred că actul a fost deliberat, deci o sinucidere. Indiferent de motivul real, a beneficiat de funeralii naționale, la care au luat parte aproape 8.000 de persoane, fiind înmormântat la mănăstirea Alexandr Nevski din Sankt Petersburg.
Opera lui Ceaikovski reprezintă o fericită sinteză între operele clasice occidentale și tradiția rusă, reprezentată în epocă și de Modest Petrovici Musorgski și de Grupul celor cinci.
Viața zbuciumată a lui Ceaikovski i-a inspirat lui Ken Russell filmul The music lovers (1970, Amanții muzicii).
În 1884, Țarul Alexandru al III-lea l-a decorat pe Ceaikovski cu Ordinul Sfântul Vladimir.

## Principalele lucrări

### Balete
- Lacul lebedelor, Op. 20 (1875-76)
- Frumoasa din pădurea adormită, Op. 66 (1888-89)
- Spărgătorul de nuci, Op. 71 (1891-92)

### Simfonii
- Simfonia nr. 1 în sol minor (Visuri de iarnă), op. 13 (1866)
- Simfonia nr. 2 în do minor (Mica Simfonie Rusă), op. 17 (1872)
- Simfonia nr. 3 în Re major (Poloneză), op. 29 (1875)
- Simfonia nr. 4 în fa minor, op. 36 (1877)
- Simfonia Manfred, op. 58 (1885)
- Simfonia nr. 5 în mi minor, op. 64 (1888)
- Simfonia nr. 6 în si minor (Patetica), op. 74 (1893)

### Muzică religioasă
- Liturghia Sfântului Ioan Gură de Aur, op. 41 (1878)

### Uverturi
- L'Orage, op. 76 (1864)
- Uvertura în fa major (1865, rev. 1866)
- Uvertura solemnă după imnul național danez, op. 15 (1866, rev. 1892)
- Fatum, Op. 77 (1868)
- Uvertura-fantezie "Romeo si Julieta" (1869, rev. 1870, 1880)
- La Tempête, op. 18 (1873)
- Marș slav, op. 31 (1876)
- Francesca da Rimini, op. 32 (1876)
- Capriccio Italien, op. 45 (1880)
- Serenadă pentru coarde, op. 48 (1880)
- Uvertura festivă 1812, op. 49 (1880)
- Hamlet, op. 67 (1888)
- Voevoda, op. 78 (1890-91)

### Concerte
- Concert pentru pian nr. 1 în si bemol minor, op. 23 (1874-75, rev. 1879 et 1889)
- Serenadă melancolică, op. 26 (1875)
- Variațiuni pe o temă rococo, op. 33 (1876)
- Vals-Scherzo, op. 34 (1877)
- Concertul pentru vioară în Re major, op. 35 (1878)
- Concertul pentru pian nr. 2 în Sol major, op. 44 (1879-80)
- Concert fantezie în Sol major, pentru pian și orchestră, op. 56 (1884)
- Pezzo Capriccioso, op. 62 (1887)
- Concert pentru pian nr. 3 în Mi bemol major, op. 75 (1893)
- Andante și Finale, op. 79 (1897)

### Suite
- Suita nr. 1 în Re minor, Op. 43 (1878-1879)
- Suita nr. 2 în Do major, Op. 53 (1883)
- Suita nr. 3 în Sol major, Op. 55 (1884)
- Suita nr. 4 în Sol major, "Mozartiana", Op. 61 (1887)

De asemenea, Ceaikovski a extras șase scene din baletul Spărgătorul de nuci, pe care le-a reunit în:
- Suita „Spărgătorul de nuci”, Op. 77a (1892)

### Muzică de cameră
- Cvartet de coarde în Si bemol major (1865)
- Cvartet de coarde nr. 1 în Re major, op. 11 (1871)
- Cvartet de coarde nr. 2 în Fa major, op. 22 (1873-74)
- Cvartet de coarde nr. 3 în mi bemol minorr, op. 30 (1876)
- Amintire despre un loc drag, op. 42 (1878)
- Trio pentru pian în la minor, op. 50 (1918-2002)
- Amintire din Florența, op. 70 (1890)

### Piese pentru pian
Din multele piese pentru pian, cea mai cunoscută este:
- Anotimpurile op. 37b

### Muzică de scenă
- Snegurocika, op. 12 (1873)

### Opere
Ceaikovski a compus 10 opere, din care cele mai celebre sunt Evgheni Oneghin și Dama de pică, permanent prezente în repertoriul liric actual. Celelalte opere ale sale, deși rareori interpretate în afara Rusiei, sunt totuși remarcabile. Cele mai cunoscute:
- 1868 Voievodul
- 1869 Undina
- 1872 Opricinicul
- 1876 Pantofiorii țarinei (Черевички), premiera la 31 ianuarie 1887)
- 1879 Evgheni Oneghin (Евгений Онегин)
- 1879 Fecioara din Orléans (Орлеанская дева), premiera în 1881, la Sankt Petersburg
- 1884 Mazeppa (Мазепа)
- 1887 Vrăjitoarea (Чародейка)
- 1890 Dama de pică (Пиковая дама)
- 1891 Iolanta (Иоланта), premiera la 18 decembrie 1892 în Teatrul Mariinski din Sankt Petersburg.